# Nedre-Timman
Nedre-Timman är en sjö i Skellefteå kommun i Västerbotten och ingår i Jävreån-Åbyälvens kustområde.